# Alyxia poyaensis
Alyxia poyaensis är en oleanderväxtart som först beskrevs av Pierre Boiteau, och fick sitt nu gällande namn av D.J.Middleton. Alyxia poyaensis ingår i släktet Alyxia och familjen oleanderväxter. Inga underarter finns listade i Catalogue of Life.